# Wiktor Morozow
Wiktor Jewhenowycz Morozow (ukr. Віктор Євгенович Морозов, ur. 15 czerwca 1950 w Krzemieńcu) – ukraiński piosenkarz, kompozytor i tłumacz.

## Życiorys
Urodził się w Krzemieńcu w obwodzie tarnopolskim, na Ukrainie, u podnóża Wzgórz Krzemienieckich na Wołyniu. Ukończył szkołę średnią nr 1 w mieście rodzinnym. Studiował na Uniwersytecie Lwowskim (obecnie Uniwersytet Lwowski), skąd w ciągu ostatniego roku został wydalony za publikacje w antologii podziemnej „Skrynia”.
Śpiewał w zespołach „Quo Vadis”, „Arnika”, „Smericzka”.
W czerwcu 1988 wraz z Jurijem Wynnyczukiem (ur. 1952) i Andrijem Panczyszynem (1959–2015) utworzył teatr-kabaret estradowy «Не журись!» («Nie martw się!») we Lwowie. Podczas jednego z występów w teatrze 5 października 1989 na scenie po raz pierwszy śpiewał zdelegalizowany w tym czasie hymn Ukrainy „Szcze ne wmerła Ukrajina”.
Przetłumaczył m.in. na język ukraiński:
- Alchemik (powieść), Weronika postanawia umrzeć
- Charlie i fabryka czekolady
- Harry Potter i Kamień Filozoficzny
- Harry Potter i Komnata Tajemnic
- Harry Potter i więzień Azkabanu
- Harry Potter i Czara Ognia
- Harry Potter i Zakon Feniksa
- Harry Potter i Książę Półkrwi
- Harry Potter i Insygnia Śmierci
- Trafny wybór

Od początku lat 2000 zamieszkuje w Stanach Zjednoczonych.
Jego pierwszą żoną była Kateryna Nemyra, z którą ma córki – Marianę Sadowśką i Innę Morozową. Drugą żoną jest Motria, Ukrainka ze Stanów Zjednoczonych, z nią ma córki-bliźniaczki Zirkę oraz Kwitkę.

### Dyskografia
- «Треба встати і вийти» (2000),
- «Тільку ві Львові» (2002),
- «Афродизіяки» (2003),
- «Армія Світла» (2008),
- «Серце батяра» (2010),
- «Батярський блюз» (2013).

## Literatura
- Bohdan Melnyczuk, Hawryło Czernychiwśkyj: Morozow Wiktor Jewhenowycz. W:  Тернопільський енциклопедичний словник. редкол.: Г. Яворський та ін.. T. 2: К—О. Тернопіль : Видавничо-поліграфічний комбінат «Збруч», 2005, s. 565. ISBN 966-528-199-2. (ukr.) (ukr.)